# 세페핌
세페핌(Cefepime)은 4세대 세팔로스포린 계열 항생제이다. 그람 양성균과 음성균 모두에 대해 광범위한 활성을 보이며, 3세대 세팔로스포린 약제에 비해 양성균과 음성균 모두에 더욱 강력한 효과를 가진다. 2007년 메타분석에서는 임상시험 데이터를 종합했을 때 세페핌 투여 환자가 다른 베타락탐 항생제 투여 환자보다 치명률이 높았다고 보고하기도 했으나, 미국 식품의약국(FDA) 메타분석에서는 유의미한 치명률 차이를 찾을 수 없었다고 밝혔다. 맥스핌(Maxipime) 등의 상품명으로 판매된다.
브리스톨 마이어스 스퀴브가 1982년 세페핌의 특허를 출원했으며, 의학적 사용이 승인된 것은 1994년이다. 복제약으로 이용 가능하며 전 세계를 통틀어 다양한 상품명으로 판매되고 있다.
2019년에 WHO 필수 의약품 목록에서 제거되었다.

## 의학적 사용
세페핌은 다제내성균(녹농균 등)이 일으키는 중등도에서 중증의 원내감염 폐렴 치료, 또는 열성 호중구감소증의 경험적 치료에 쓰인다.
세페핌은 녹농균, 황색포도상구균, 다제내성 폐렴구균 등 중요 병원균에 좋은 효과를 보이며, 장내세균과에 특히 강력하다. 여타 세팔로스포린계 항생제가 세균의 플라스미드나 염색체에서 암호화하는 베타 락타메이스로 인해 분해되는 경우가 많으나, 세페핌은 비교적 안정 상태를 유지하여 효과가 좋다고 알려져 있다.

### 감수성 범위
세페핌은 광범위 세팔로스포린 항생제이며, 폐렴, 피부 및 연조직 감염, 요로감염 등을 일으키는 세균 치료에 사용된다. 그 예로는 슈도모나스, 대장균속, 연쇄상구균 등이 있다. 아래는 몇몇 주요 병원균의 최소 저지 농도(MIC) 자료이다.
- 대장균(Escherichia coli): ≤0.007 – 128 μg/ml
- 녹농균(Pseudomonas aeruginosa): 0.06 – >256 μg/ml
- 폐렴구균(Streptococcus pneumoniae): ≤0.007  – >8 μg/ml